# Alain Couriol
Alain Couriol  (* 24. Oktober 1958 in Paris) ist ein ehemaliger französischer Fußballspieler. 

## Karriere

### Verein
Couriol wuchs in Sarcelles an der nördlichen Peripherie von Paris auf. Dort begann er als Kind, Fußball zu spielen, bevor er der Jugendmannschaft von Red Star Paris beitrat. Als Jugendlicher  zog er mit seinen Eltern nach Réunion. Von dort aus bestand er die Aufnahmeprüfung am Institut national du football de Vichy (INF). Er verbrachte drei Jahre beim INF, mit dem er 1978 den Coupe Gambardella gewann. In seinem zweiten Jahr wurde er in die französische Amateurnationalmannschaft aufgenommen.
1979 unterschrieb Couriol bei der AS Monaco seinen ersten Profivertrag. 1982 war sein sportlich erfolgreichstes Jahr, als er mit seinem Verein die französische Meisterschaft gewann und für die Fußball-Weltmeisterschaft in Spanien nominiert wurde.
1983 wechselte er zu Paris Saint-Germain, wo er 1986 eine weitere französische Meisterschaft gewann. 1989 schloss er sich für eine Saison dem SC Toulon an, bevor er 1991 seine Karriere beim Amateurklub FC Saint-Leu beendete.

### Nationalmannschaft
1982 stand Couriol im Kader der französischen Nationalmannschaft bei der Weltmeisterschaft in Spanien.
Dort wurde er im Spiel gegen die Tschechoslowakei in der 70. Minute für Bernard Lacombe eingewechselt. Es folgte eine weitere Einwechslung im Spiel der Zwischenrunde gegen Nordirland, als er in der 73. Minute für Dominique Rocheteau in die Partie kam. Seinen dritten Einsatz bei diesem Turnier hatte er im Spiel um den dritten Platz gegen Polen. Er spielte von Beginn an und erzielte das französische Anschlusstor zum 2:3-Endstand.
Insgesamt bestritt Couriol zwölf Spiele für Frankreich, in denen er zwei Tore erzielte.

## Erfolge
- Französischer Meister: 1982 (AS Monaco), 1986 (Paris Saint-Germain)